# Vinninga

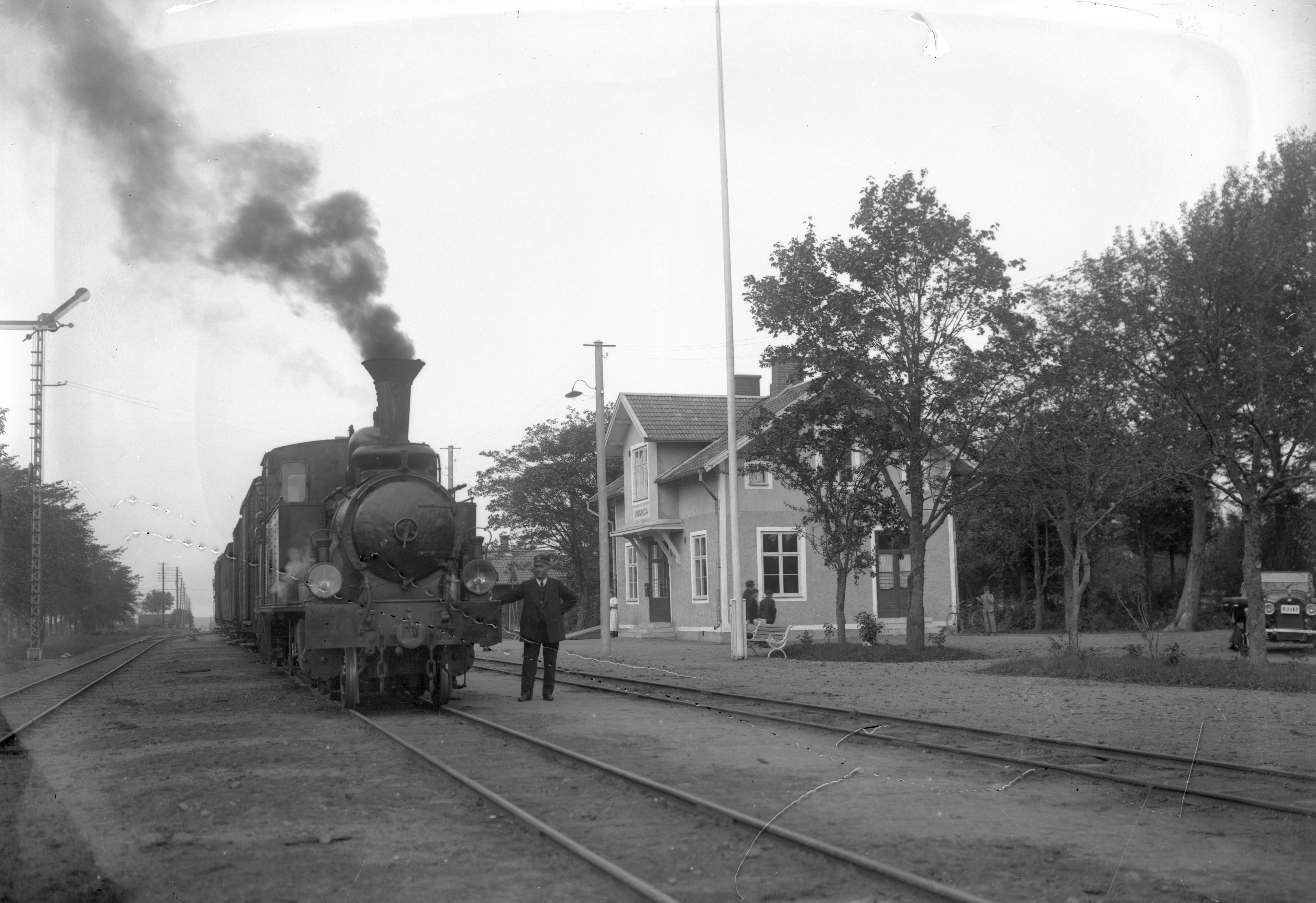
Vinninga station med VGJs lok nr 14

Vinninga är en tätort i Lidköpings kommun.

## Historik
Vinninga uppstod som stationssamhälle i början av 1900-talet vid Lidköping-Skara-Stenstorps Järnväg, LSSJ (öppnad 1874). Järnvägen var smalspårig med spårvidden 891 millimeter. Under och efter beredskapsåren 1939–1945 blomstrade järnvägstrafiken med både person- och godsbefordran. En poststation inrättades i stationsbyggnaden. I samhället fanns mejeri, tre välsorterade lanthandlare, gästgivaregård, manufakturaffär och två charkuteriaffärer. Vidare fanns snickeriverkstad, skomakeri, skrädderi, smidesverkstad, cementvarufabrik, textilfabrik, tröskverksfabrik, bilverkstad, cykelverkstad, elfirma och kvarn. Vägverket hade en vägstation i samhället.

### Befolkningsutveckling
| Befolkningsutvecklingen i Vinninga 1960–2020 | Befolkningsutvecklingen i Vinninga 1960–2020 | Befolkningsutvecklingen i Vinninga 1960–2020 | Befolkningsutvecklingen i Vinninga 1960–2020 | Befolkningsutvecklingen i Vinninga 1960–2020 |
| -------------------------------------------- | -------------------------------------------- | -------------------------------------------- | -------------------------------------------- | -------------------------------------------- |
|                                              |                                              |                                              |                                              |                                              |
| År                                           |                                              |                                              | Folkmängd                                    | Areal (ha)                                   |
| 1960                                         | 1960                                         |                                              | 280                                          |                                              |
| 1965                                         | 1965                                         |                                              | 306                                          |                                              |
| 1970                                         | 1970                                         |                                              | 315                                          |                                              |
| 1975                                         | 1975                                         |                                              | 635                                          |                                              |
| 1980                                         | 1980                                         |                                              | 839                                          |                                              |
| 1990                                         | 1990                                         |                                              | 1 010                                        | 79                                           |
| 1995                                         | 1995                                         |                                              | 1 127                                        | 85                                           |
| 2000                                         | 2000                                         |                                              | 1 108                                        | 85                                           |
| 2005                                         | 2005                                         |                                              | 1 064                                        | 85                                           |
| 2010                                         | 2010                                         |                                              | 1 078                                        | 86                                           |
| 2015                                         | 2015                                         |                                              | 1 033                                        | 108                                          |
| 2020                                         | 2020                                         |                                              | 1 070                                        | 120                                          |
|                                              |                                              |                                              |                                              |                                              |